# Palazzo Municipale (Chioggia)
Il Palazzo Municipale di Chioggia è situato sul Corso del Popolo, principale piazza della città veneta. È sede del comune di Chioggia.

## Storia
La costruzione del palazzo, progettato nel 1828 dall'ingegnere De Paoli, ebbe inizio nell'ottobre del 1839 nel medesimo luogo dove, precedentemente, si trovava il Palazzo Pretorio. La precedente costruzione, edificata nel 1228, venne demolita a seguito di un incendio divampato nel 1817. 
Di quell'antico palazzo è sopravvissuta la balaustra della scala esterna, che ora adorna il giardino dell'episcopio sul fianco meridionale della Cattedrale di Chioggia e l'orologio della torre civica, trasferito nel campanile della Chiesa di San Andrea. Esso è uno degli orologi da torre, ancora funzionante, più antichi del mondo.
Come il precedente, l'attuale Municipio era adibito anche ad uso di carcere. 

## Descrizione
Il possente palazzo in stile neoclassico venne costruito poggiante su un porticato, sopraelevato dal livello stradale da cinque scalini in pietra d'Istria.  
Nella zona centrale è presente un timpano adornato dallo stemma cittadino, accompagnato ai lati da due delfini tenenti uno un tridente e l'altro una vanga, simboli delle principali attività economiche della città: la pesca e l'agricoltura.    
Nelle torrette ai lati si possono osservare, oltre agli orologi, due campane: quella a sud è del 1790, quella a nord è del 1855.  

### Cortili
Il complesso è dotato di tre cortili interni adornati da delle vere da  pozzo, quella centrale è del 1768 e proveniente dal vicino convento dei Padri Filippini, con lo stemma della congregazione religiosa. 

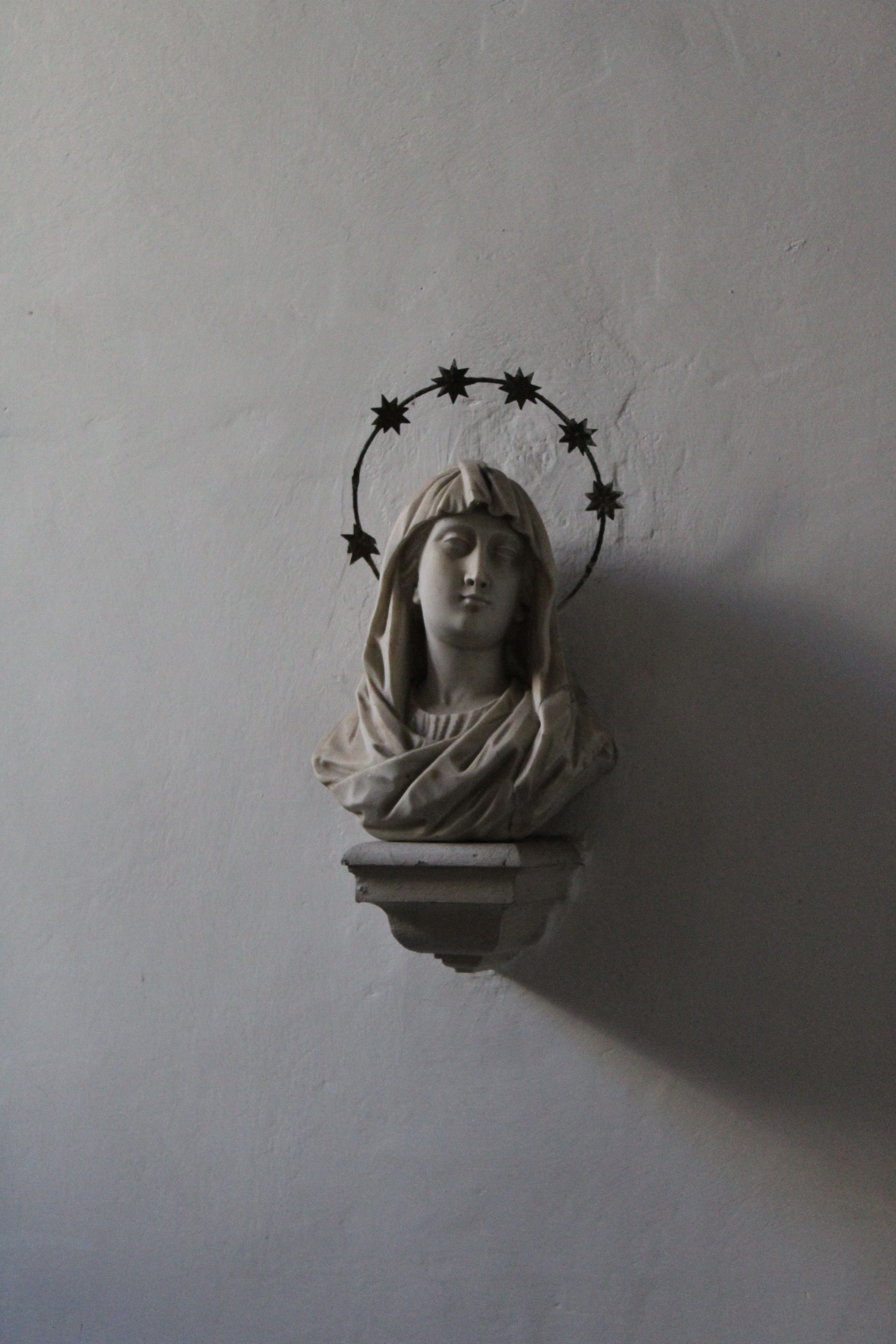
Busto della Madonna di Antonio Bonazza

### Interni
Al centro dello scalone principale è montato il busto della Vergine Maria attribuito ad Antonio Bonazza proveniente anch'esso dal convento dei Padri Filippini. 
Nella sala del Consiglio, già sala dei ricevimenti, vengono conservate alcune opere d'arte fra cui: 
- la grande tela con L'ultima cena di Antonio Vassilacchi proveniente dalla Chiesa di Santa Croce in Cividale di Belluno;
- il busto di Vittorio Emanuele Il opera di Aristide Naccari;
- il busto di Eleonora Duse e Giuseppe Veronese scolpiti dal Rebesco Francesco, negli anni 50 del Novecento. [3]

### Lapidi
Sotto il porticato sono montate lapidi di epoche variabili tra Ottocento e Novecento. 
Nel cortile centrale sono presenti diverse lapidi di vare epoche, provenienti da varie zone della città; la più antica è datata al primo secolo dopo Cristo, proveniente alla Torre di Bebbe in località Ca' Pasqua. 

## Stendardo

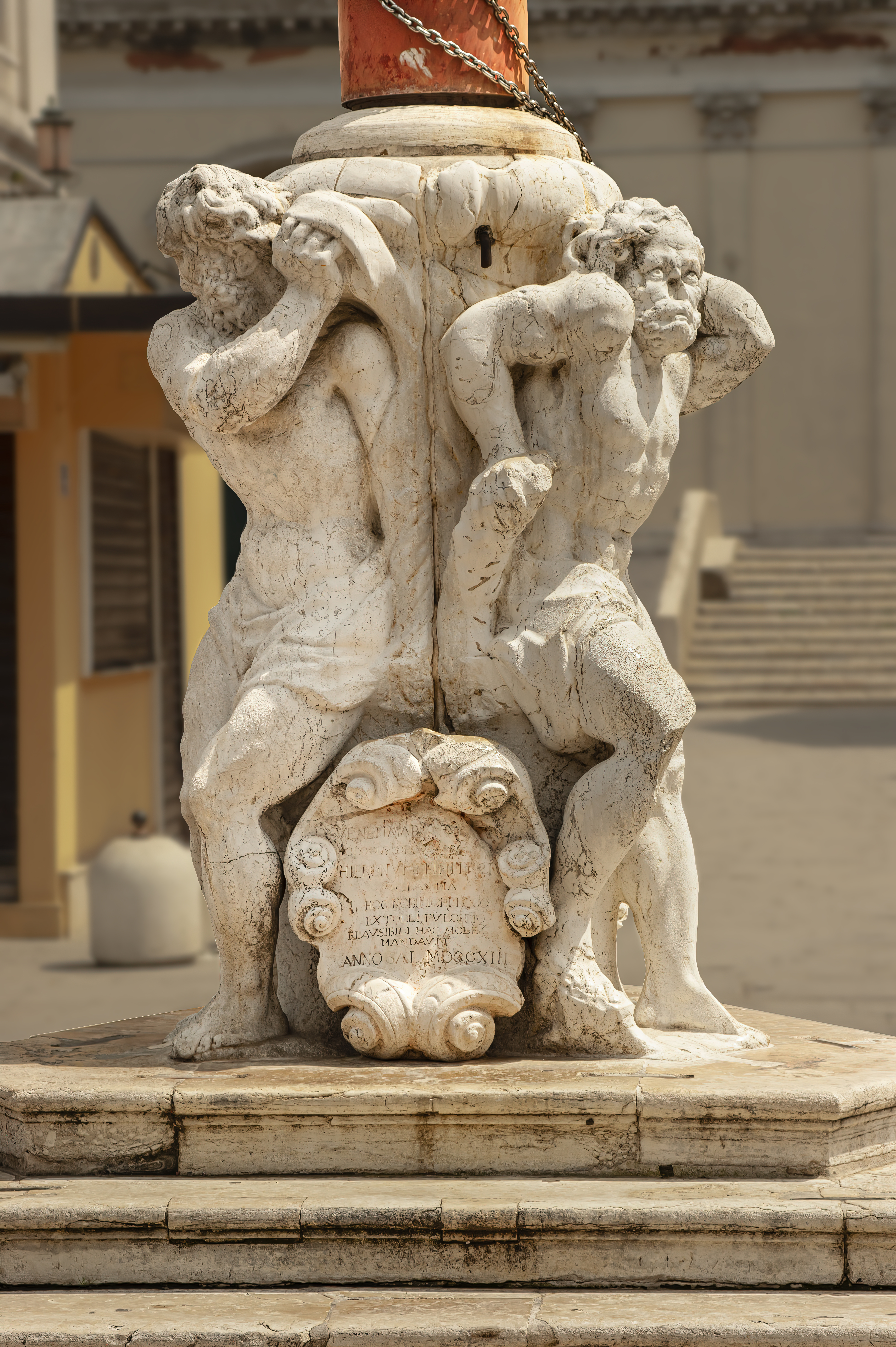
Stendardo

Il basamento marmoreo del pennone venne realizzato nel 1713 dallo scultore Gioseffo Zeminiani. 
Sotto i telamoni che sostengono l'asta è posta l'iscrizione: 

### Iscrizione
CLODIAE DECUS URBIS
HIERONYMI FINI PRAETORIS 
VIGILANTIA
HOC NOBILIORI LOCO
EXTOLLI FULCIRIQUE
PLAUSIBILI HAC MOLE
MANDAVIT
ANN(O) SALUT(IS) MDCCXIII.»

### Traduzione
A vigile premura del podestà Girolamo Fini volle che il vessillo veneto di
San Marco, onore della città di Chioggia, 
garrisse in questo luogo eminente
e fosse sorretto da questo magnifico supporto.